# Carmélites missionnaires thérèsiennes
Cet article possède des paronymes, voir Carmélites missionnaires (homonyme) et Carmélites de Sainte Thérèse.
Les carmélites missionnaires thérèsiennes (en latin : Congregatio Sororum Carmelitarum Missionariarum Teresianarum) sont une congrégation religieuse féminine enseignante et hospitalière de droit pontifical.

## Historique

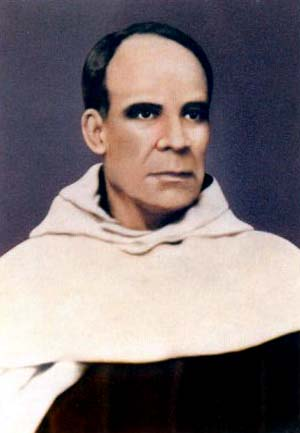
Le bienheureux François Palau y Quer, fondateur de la congrégation.

En 1861, le père François Palau y Quer (1811-1872), carme déchaux, fonde à Ciutadella de Menorca sur l'île de Minorque, la Congrégation des Carmélites Tertiaires de l’Ordre du Carmel. Le but de la congrégation est l'enseignement de la jeunesse et le soins des malades. Après sa mort en 1872, l'institut se divise en deux congrégations distinctes, les sœurs tertiaires carmélites déchaussées guidées par Jeanne Gratias, fille spirituelle du fondateur, qui s'établissent à Barcelone et les carmélites missionnaires thérèsiennes qui fixent leur maison-mère à Tarragone.
Les carmélites missionnaires thérèsiennes sont érigées en institut religieux de droit diocésain le 21 janvier 1880 par Mgr Benito Vilamitjana y Vila (es), archevêque de Tarragone. Elles reçoivent l'approbation pontificale de Léon XIII le 17 février 1902 et la confirmation définitive du pape Pie X le 7 juin 1906. L'institut est agrégé à l'ordre des Carmes Déchaux le 28 mars 1911.
La congrégation est agrégée à l'ordre des Carmes déchaux le 28 mars 1911, puis à nouveau le 10 septembre 1930.
Une religieuse de cet institut, Thérèse Mira García (1895-1941) est reconnue vénérable le 17 décembre 1996 par Jean Paul II.

## Activités et diffusion
Les carmélites missionnaires thérèsiennes se vouent à l'éducation de la jeunesse, aux soins des malades et des personnes âgées.
Elles sont présentes dans 23 pays en Europe, Afrique, Asie et Amérique :
- Europe : Espagne, France, Italie, Pologne, Portugal.
- Amérique : Argentine, Brésil, Canada, Chili, Équateur, Mexique, Paraguay, Uruguay, Vénézuela.
- Afrique : Cameroun, République démocratique du Congo, Kenya, Madagascar, Mali, Rwanda, Sénégal, Tanzanie.
- Asie : Philippines.

La maison généralice se trouve à Rome. Les sœurs animent au Chili le sanctuaire d'Auco à Rinconada où se trouvent les restes de sainte Thérèse des Andes.
En 2017, la congrégation comprenait 594 religieuses dans 88 maisons.